# Nordisk Film Biografer Nykøbing
Nordisk Film Biografer Nykøbing tidligere Scala Bio er en biograf i Nykøbing Falster og er landsdelens største biograf. Den var tidligere privat drevet, men i 2013 blev den overtaget af Nordisk Film.
Oprindeligt lå biografen i Jernbanegade i Nykøbing fra 1992, men i 2000 flyttede biografen til en ny stor bygning på Slotsbryggen ud til Guldborg Sund i samme by. Der er omtrent 5.000 forevisninger med sammenlagt over 150.000-160.000 gæster årligt. De fire sale er alle Dolby Digital-godkendte.
Foran biografen findes de sidste rester af Nykøbing Slot.